# Conseil américain du plastique
Le Conseil américain des plastiques (American Plastics Council ou APC)  est un ancien groupe de lobbying industriel et politique nord américain (trade association) représentant l'industrie du plastique, créée pour la défense des intérêts de l'industrie des plastiques aux États-Unis. Ce conseil s'est dissout et ses membres sont désormais représentés par l'American Chemistry Council et/ou l'association de lobbying : Plastics Industry Association.

## Histoire
D'abord autonome, l'APC a fusionné (en 2002) avec l'ACC (American Chemistry Council, autrefois connu sous le nom de Manufacturing Chemists' Association puis de Chemical Manufacturers Association, rebaptisée ACC en juin 2000) .

## Membres
L'APC (aujourd'hui fusionné avec l'ACC) comprend plus de 20 des principaux fabricants de résines, et une association de syndicats affiliés représentant l'industrie du vinyle.

## Représentativité
Selon l'APC (avant la fusion?) l'organisation représente plus de 80 % de la capacité de production et de distribution de résines (monomères et polymères) aux États-Unis.